# Chrysaora achlyos
Chrysaora achlyos är en manetart som beskrevs av Martin, Gershwin, Burnett, Cargo och Bloom 1997. Chrysaora achlyos ingår i släktet Chrysaora och familjen Pelagiidae. Inga underarter finns listade i Catalogue of Life.

## Bildgalleri

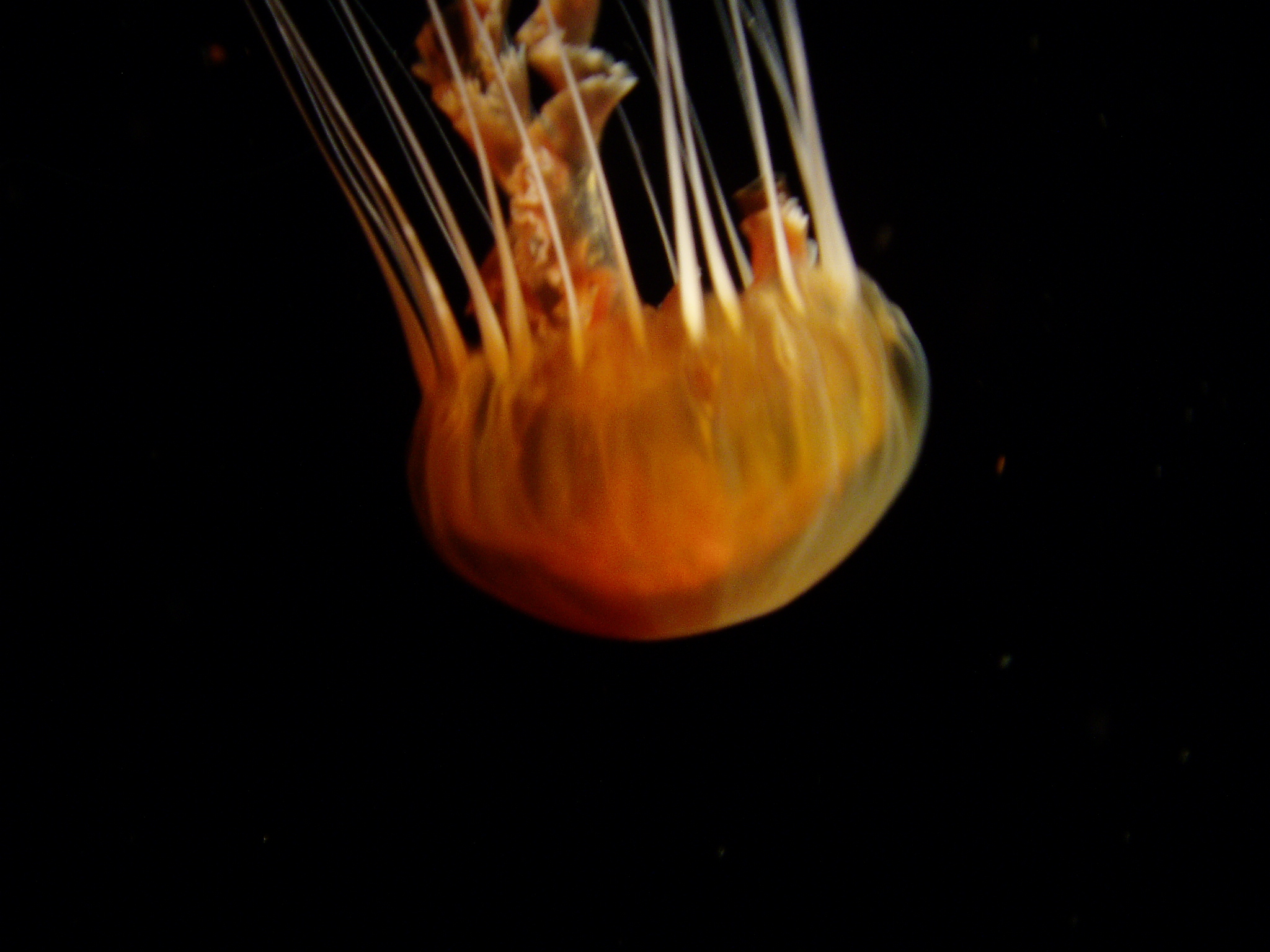
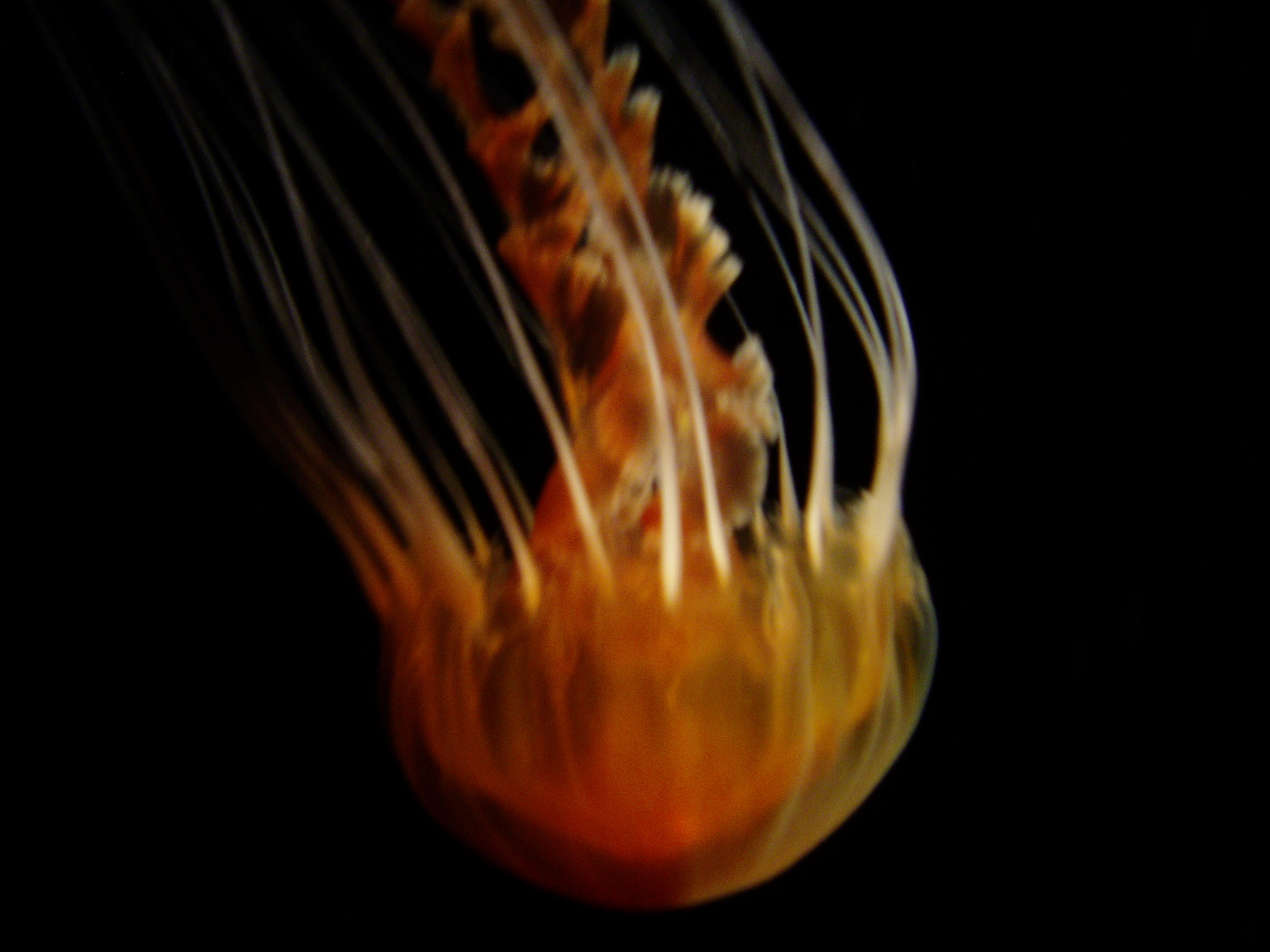
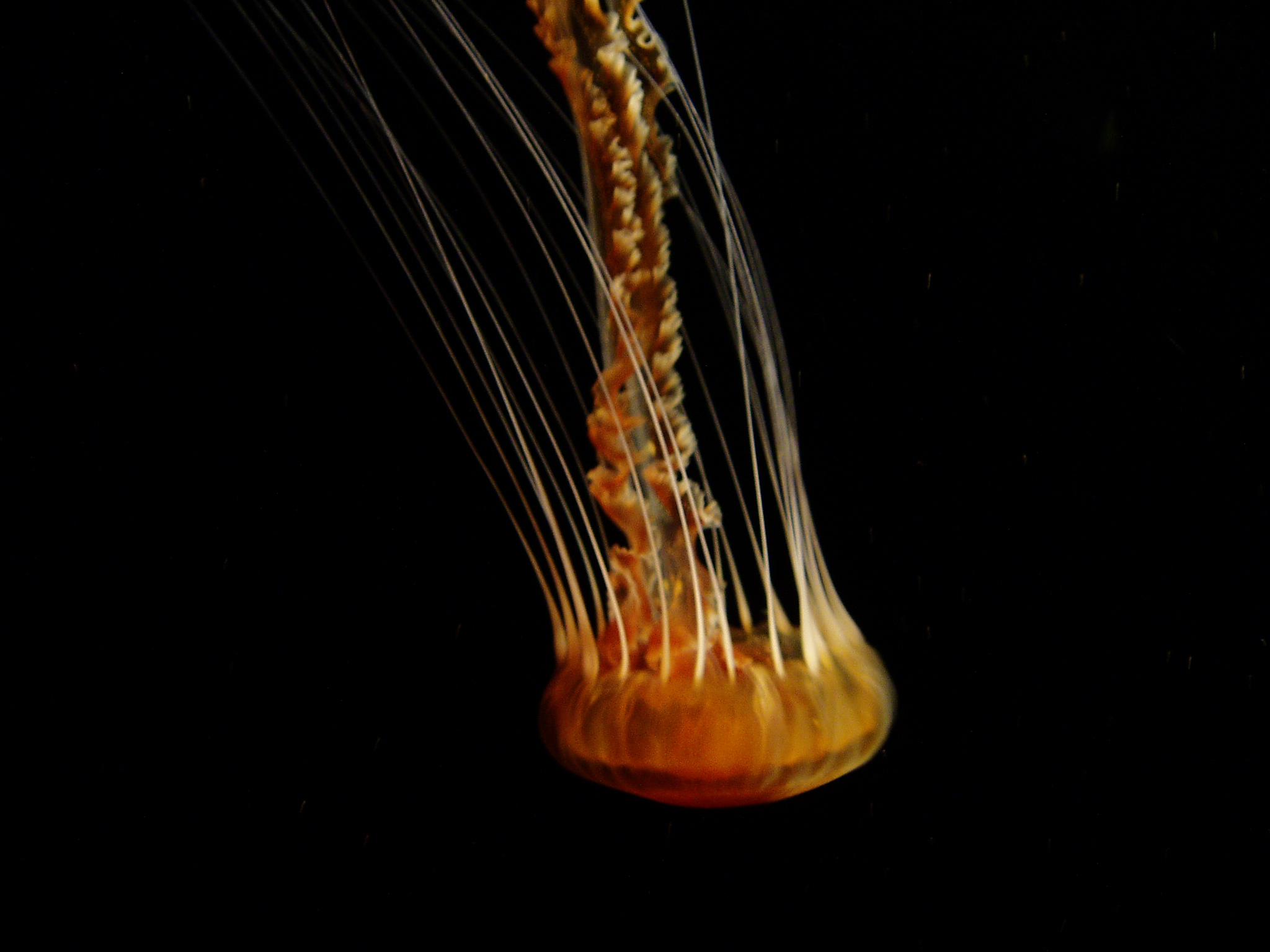
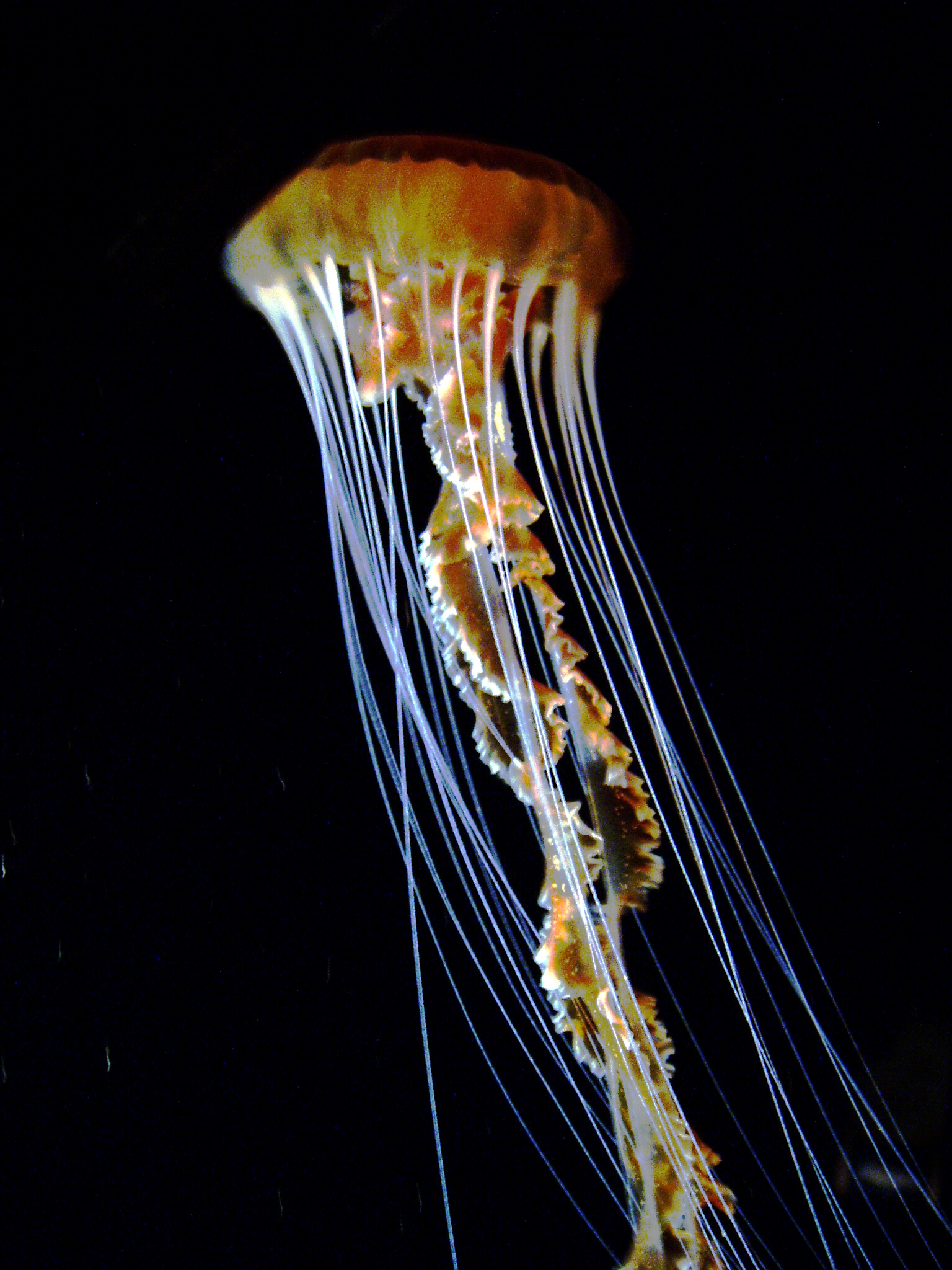
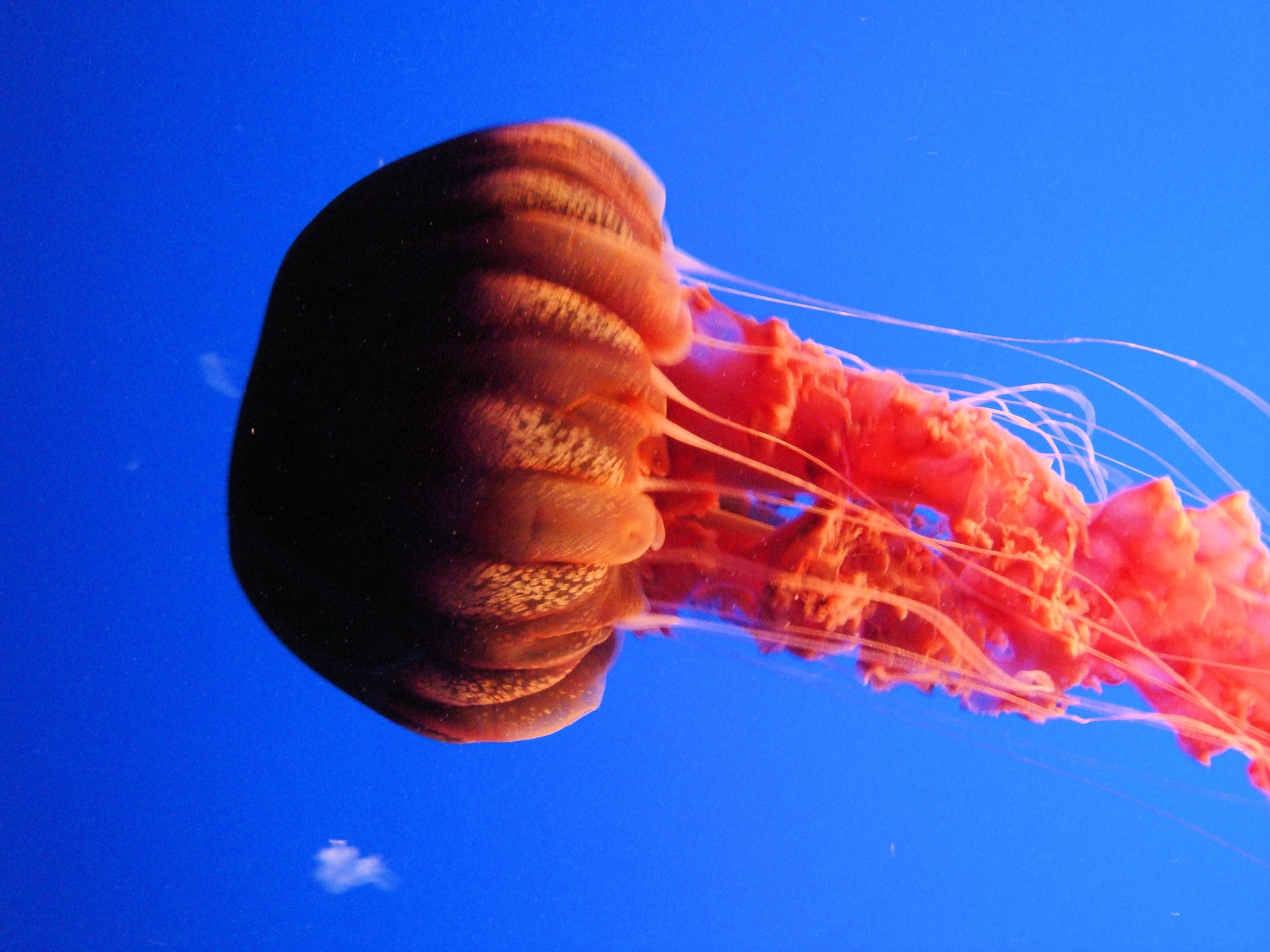